# Avro 671 Rota
Avro 671 Rota bylo britské vojenské letadlo z druhé světové války, vyráběné ve Spojeném království společností AV Roe & Co Ltd. pro Royal Air Force. Byla to vojenská varianta civilního vírníku Cierva C.30 navrženého Španělem Juanem de la Ciervou a postaveného jeho britskou společností Cierva Autogiro Company.

## Specifikace (Rota I)

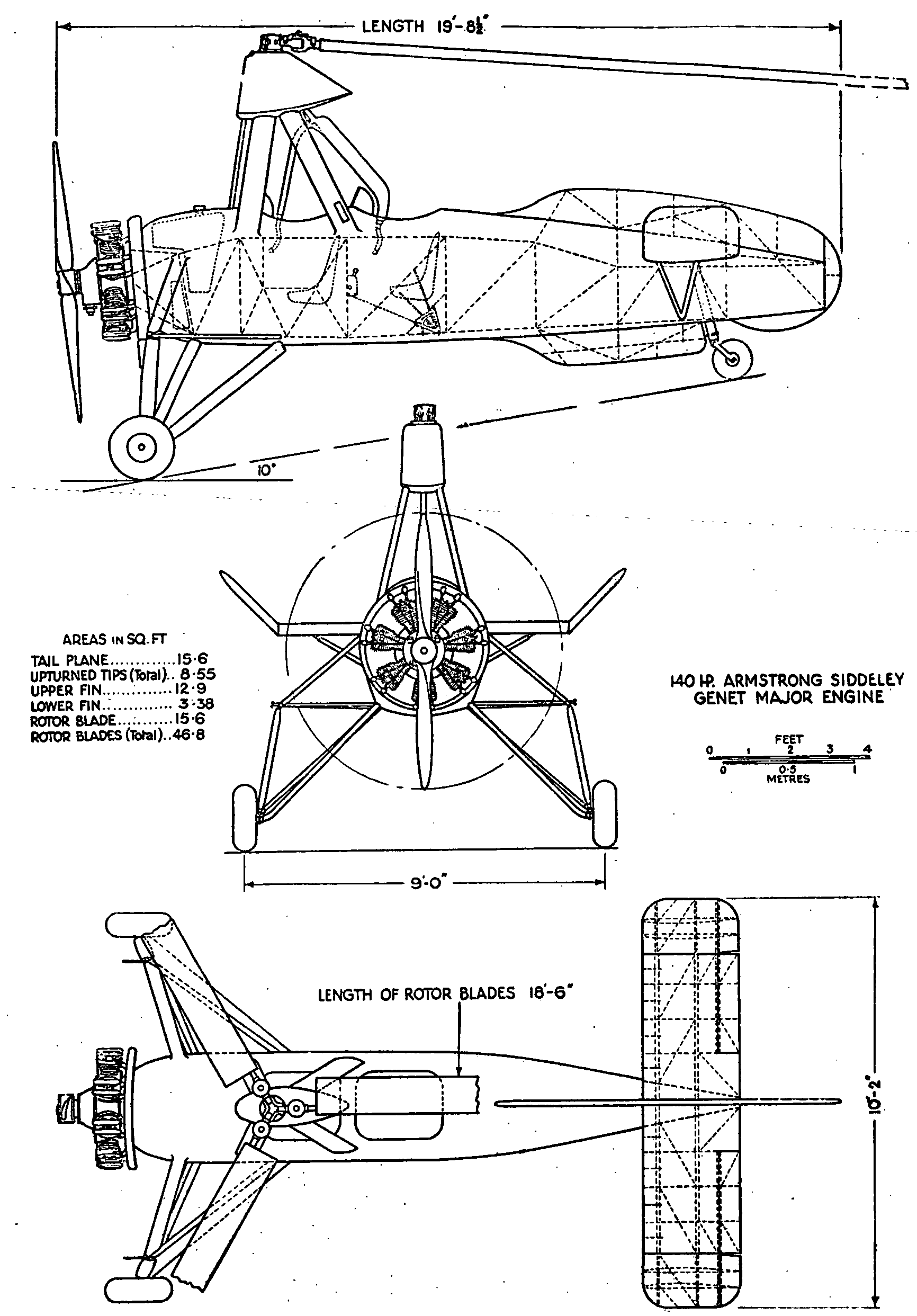
Třípohledový nákres

Údaje podle

### Technické údaje
- Osádka: 2 (pilot a pozorovatel)
- Délka: 6,01 m (19  stop a 8,5 palce)
- Průměr hlavního rotoru: 11,28 m (37 stop)
- Výška: 3,38 m (11 stop a 1 palec)
- Prázdná hmotnost:
- Maximální vzletová hmotnost: 862 kg (1 900 lb)
- Pohonná jednotka: 1 × vzduchem chlazený hvězdicový sedmiválec Armstrong Siddeley Civet I[3]
- Výkon pohonné jednotky: 140 hp (100 kW)

### Výkony
- Maximální rychlost: 177 km/h (110 mph) na úrovni mořské hladiny
- Cestovní rychlost:
- Praktický dostup: 2 438 m (2 000 stop)
- Stoupavost: 770 ft (230 m) / min
- Dolet: 402 km (250 mil)